# João Carlos (Fußballspieler, 1982)
João Carlos Pinto Chaves (* 1. Januar 1982 in Realengo) ist ein ehemaliger brasilianischer Fußballspieler. Seine bevorzugte Position war die Innenverteidigung.

## Karriere
João Carlos begann seine Karriere bei CR Vasco da Gama, wo er bis 2002 spielte. Zur Saison 2002/03 wechselte er zu ZSKA Sofia, mit dem er 2003 bulgarischer Meister wurde. Nach zwei Jahren verließ er ZSKA Sofia und wechselte zum SC Lokeren. Für Lokeren spielte er vier Jahre lang und ging dann zum Ligakonkurrenten KRC Genk, wo er einen Vierjahresvertrag unterschrieb. Mit Genk wurde er 2009 belgischer Pokalsieger. Von Januar 2011 bis August 2013 stand er bei Anschi Machatschkala unter Vertrag.
Am 21. August 2013 wechselte João Carlos zu Spartak Moskau. Er erhielt sofort einen festen Platz in der Abwehr. In der Saison 2014/15 wurden seine Einsätze seltener. Im Sommer 2015 wechselte er für ein halbes Jahr zu CR Vasco da Gama in seine brasilianische Heimat, wurde dort aber nicht eingesetzt. Anfang 2016 nahm ihn der SC Lokeren unter Vertrag. Im Oktober 2016 löste er seinen Vertrag auf und wechselte zum al-Jazira Club in die Vereinigten Arabischen Emirate. Dort gewann er mit seinem Team die Meisterschaft 2017. Er kam dabei jedoch nur in acht Spielen zum Einsatz.
Anfang 2018 schloss sich João Carlos Madureira EC in seiner Heimat Brasilien an, doch schon fünf Monate später beendete er dort seine aktive Karriere.

## Erfolge
- Bulgarischer Meister: 2003
- Belgischer Pokalsieger: 2009
- Belgischer Meister: 2011
- Meister der Vereinigten Arabischen Emirate: 2017